# Stjärnfläckig nattskärra
Stjärnfläckig nattskärra (Caprimulgus stellatus) är en fågel i familjen nattskärror.

## Utbredning och systematik
Fågeln förekommer i södra Sydsudan, Etiopien, norra Kenya och eventuellt norra Somalia. Den behandlas antingen som monotypisk eller delas in i två underarter med följande utbredning:
- Caprimulgus stellatus stellatus – östra Etiopien med ett enda gammalt fynd från nordvästra Somalia
- Caprimulgus stellatus simplex – centrala Etiopien söderut fläckvist till sydöstra Sydsudan samt nordvästra och centrala Kenya

## Status
Arten har ett stort utbredningsområde och beståndet anses stabilt. Internationella naturvårdsunionen IUCN listar den därför som livskraftig (LC).

## Namn
Fågeln har på svenska också kallats stjärnnattskärra.